# Saint-Mézard
Saint-Mézard é uma comuna francesa na região administrativa de Occitânia, no departamento de Gers. Estende-se por uma área de 15,11 km². Em 2010 a comuna tinha 232 habitantes (densidade: 15,4 hab./km²).